# Lillobrug
De Lillobrug is een brug in het Antwerpse havengebied van het Antwerpse district Berendrecht-Zandvliet-Lillo op de rechteroever van de Schelde. De brug loopt over het Kanaaldok, ter hoogte van de Tijsmanstunnel.
De Lillobrug bestaat uit 2 vaste vakwerkbruggen met in het midden 2 basculebruggen van het Strausstype. Aan de uitersten, over de oever ligt telkens nog een betonnen brug. Aan de oostzijde van het Kanaaldok gaat deze betonnen brug over de Noorderlaan en een parallelstraat en over de dubbelsporige spoorlijn 226. Lillobrug is in hoofdzaak een spoorwegbrug voor de dubbelsporige spoorlijn 223.  De doorvaartbreedte in het midden bedraagt 80 meter. De doorvaarthoogte van de vaste delen is 9 meter.
Doordat de scheepvaart op het Kanaaldok prioriteit heeft, staat de brug meestal open voor het scheepvaartverkeer, en wordt de brug enkel gesloten voor treinverkeer. Fietsers moesten rekening houden met lange wachttijden. Tijdens de werken aan de Antwerpse Ring werd een oude lijnbus omgebouwd tot fietsersbus, om zo de fietsers op een veilige manier doorheen de Tijsmanstunnel te loodsen. Meer fietsers onderweg betekende minder auto's in de file.
In 2017 en 2018 mochten fietsers niet meer over de Lillobrug. Gedurende enkele maanden konden fietsers gebruik maken van een tijdelijke overzet. Vanaf 3 april 2018 kunnen fietsers gebruik maken van een gratis fietsbus van het Havenbedrijf door de Tijsmanstunnel om het Kanaaldok te kruisen. Deze fietsbus ging even verderop ook via de Liefkenshoektunnel onder de Schelde, maar dit deel werd eind september 2023 opgeheven.
De brug werd genoemd naar het polderdorp Lillo dat verdween omwille van de uitbreiding van de haven, en waarvan enkel nog het gelijknamige fort aan de Schelde overgebleven is.
Wegens de slechte staat van de brug is deze op 31/10/2019 buitendienst gesteld. In januari 2024 kondigde het havenbestuur aan dat de Europese Unie de renovatie voor de helft zal betalen, een subsidie van 23 miljoen euro. De brug zou klaar zijn tegen eind 2027.
Ter vervanging is er nu een fietsbuspendel. Als er vlak naast de Tijsmanstunnel een nieuwe tunnel komt, zal die ook toegankelijk zijn voor fietsers.